# Riccardo Truccolo
Riccardo Truccolo (Pordenone, 8 agosto 1989) è un cestista italiano.

## Carriera

### Club
Dopo essere cresciuto nelle giovanili della Snaidero Udine, ha esordito da professionista nella Edimes Pavia, nella Legadue FIP 2006-2007. Tornato a Udine, ha disputato 10 incontri in Serie A 2007-2008. Nel 2008-2009 è in prestito allo JesoloSandonà Basket in Serie A Dilettanti, e nel biennio 2009-2011 torna nuovamente a Udine per disputare la Legadue.
Nella stagione 2011-2012 milita nel Perugia Basket. Nella stagione 2012-2013 ha militato nel campionato di C regionale in Friuli con la maglia del Rorai Grande Basket, prima di passare ad Orzinuovi, era il miglior marcatore del campionato con più di 25 punti di media a partita.
Passato alla squadra bresciana di C Nazionale, è uno degli artefici della prima, storica, promozione delle squadra in B, sotto la guida dell'ex vice della Vanoli Cremona, Riccardo Eliantonio, conquistata ai playoff contro i rivali del Crema. Infortunato, a fine stagione rimane svincolato.
Dalla stagione 2021 milita ed è il capitano della formazione veneta Basket Veneto Orientale di Caorle.

### Nazionale
Truccolo ha disputato 8 partite del FIBA EuroBasket Under 20 del 2009 di Rodi, mettendo a referto 67 punti in 158 minuti di gioco, chiudendo al quarto posto.